# Ancerville (Mosela)
Ancerville é uma comuna francesa na região administrativa de Grande Leste, no departamento de Mosela. Estende-se por uma área de 5,23 km². Em 2010 a comuna tinha 307 habitantes (densidade: 58,7 hab./km²).